# Tetracontágono
Tetracontágono é uma forma de polígonos que tem 40 lados.
{\displaystyle {\begin{aligned}A=10t^{2}\cot {\frac {\pi }{40}}=&10\left(1+{\sqrt {5}}+{\sqrt {5+2{\sqrt {5}}}}+{\sqrt {\left(1+{\sqrt {5}}+{\sqrt {5+2{\sqrt {5}}}}\right)^{2}+1}}\right)t^{2}\\=&10\left(1+{\sqrt {5}}+{\sqrt {5+2{\sqrt {5}}}}+{\sqrt {\left(1+{\sqrt {5}}\right)^{2}+{\binom {2}{1}}\left(1+{\sqrt {5}}\right){\sqrt {5+2{\sqrt {5}}}}+\left({\sqrt {5+2{\sqrt {5}}}}\right)^{2}+1}}\right)t^{2}\\=&10\left(1+{\sqrt {5}}+{\sqrt {5+2{\sqrt {5}}}}+{\sqrt {\left(6+{\binom {2}{1}}{\sqrt {5}}\right)^{}+{\binom {2}{1}}\left(1+{\sqrt {5}}\right){\sqrt {5+2{\sqrt {5}}}}+\left(5+2{\sqrt {5}}\right)^{}+1}}\right)t^{2}\\=&10\left(1+{\sqrt {5}}+{\sqrt {5+2{\sqrt {5}}}}+{\sqrt {\left(11+4{\sqrt {5}}+{\binom {2}{1}}\left(1+{\sqrt {5}}\right){\sqrt {5+2{\sqrt {5}}}}\right)+1}}\right)t^{2}\\=&10\left(1+{\sqrt {5}}+{\sqrt {5+2{\sqrt {5}}}}+{\sqrt {12+4{\sqrt {5}}+{\binom {2}{1}}\left(1+{\sqrt {5}}\right){\sqrt {5+2{\sqrt {5}}}}}}\right)t^{2}\end{aligned}}}